# Prosper Marchand
Pour les articles homonymes, voir Marchand.
Prosper Marchand est un libraire français, né le 11 mars 1678 et mort le 14 juin 1756.
Fils d'un musicien du roi, natif de Saint-Germain-en-Laye, reçu libraire en août 1698, il ne s'établit que fin 1701, en association avec Gabriel II Martin. Il se réfugie à La Haye en 1709 pour fait de religion. Il abandonne la profession de libraire vers 1713. De 1713 à 1723, il est correcteur chez Fritsch et Böhm à Rotterdam, puis rédacteur au Journal littéraire de 1713 à 1737 ; rédacteur de catalogues de librairie ; éditeur critique ; auteur du Dictionnaire historique ou Mémoires critiques et littéraires, édité par J. N. S. Allamand, La Haye, 1758-1759. Il est attaché à la fin de sa vie au libraire de La Haye Daniel Monnier.

## Biographie
Il fit ses études à Paris avec beaucoup de succès, et fut placé ensuite chez un libraire pour y apprendre le commerce. Passionné dès son enfance pour les livres, il acquit en peu de temps toutes les connaissances nécessaires, et fut admis en 1698 dans la corporation des libraires. Il ouvrit dans la rue Saint-Jacques, sous l'enseigne du Phénix, un magasin qui devint bientôt le lieu de réunion des bibliophiles de la capitale.
Avide d'anecdotes littéraires, il les transmettait à Jacques Bernard, qui rédigeait alors en Hollande les Nouvelles de la république des lettres, et il formait en même temps pour son usage des recueils qui lui furent très utiles. Marchand passa en Hollande en 1711 pour y professer plus librement la religion réformée qu'il avait embrassée. Il s'établit à Amsterdam et continua quelque temps le commerce de la librairie ; mais, dégoûté du peu de bonne foi de la plupart de ses confrères, il y renonça tout à fait pour se livrer uniquement à l'étude.
Les éditions qu'il publia successivement de différents ouvrages devenus rares le firent connaître avantageusement, et il se vit recherché de tous les savants de l'Europe qui partageaient ses goûts. L'habitude d'une vie frugale avait fortifié sa santé naturellement robuste, et il ne sortait guère de son cabinet, mais il y recevait tous ceux qui recouraient à ses lumières et les leur communiquait avec plaisir. Il parvint, au milieu de ces paisibles occupations, à un âge très avancé, et mourut le 14 juin 1756. Il légua, par son testament, le fruit de ses économies à la société des pauvres de la Haye, et sa riche bibliothèque à l'université de Leyde.

## Publications
Marchand a eu part à l'ingénieuse satire du Chef-d'œuvre d'un inconnu, et il a été l'un des principaux rédacteurs au Journal littéraire, l'un des meilleurs ouvrages périodiques imprimés en Hollande.
On a en outre de lui : 
- les Catalogues des bibliothèques d'Em. Bigot[Qui ?], 1706 ; de Jean Giraud, et de Joachim Faultrier, 1709, in-8°. Ce dernier catalogue est rare et recherché des curieux, parce que Marchand l'a fait précéder de son Nouveau système bibliographique (Epitome systematis bibliographici). Tous les livres y sont divisés en trois classes principales : philosophie, théologie et histoire. Le système de Marchand n'a pas prévalu[6] ; mais on lui doit des améliorations importantes dans la catalogographie, telles que l'arrangement des livres par ordre de matières, sans distinction de format, l'indication exacte des titres dans les différentes langues, celle des auteurs anonymes, des éditeurs, des imprimeurs, etc. ;
- L'Histoire critique de l'Anti-Cotton, satire composée par César de Plaix, avocat. Elle est imprimée à la suite de l'Histoire admirable de don Inigo de Guipuscoa (traduit par Ch. Levier), la Haye, 1738, 2 vol. in-12 (voy. le P. Cotton[Qui ?]), consultable sur Tolosana, Partie 1, Partie 2;
- Histoire de la Bible de Sixte-Quint, avec des remarques pour connaître la véritable édition de 1590, insérée dans les Amœnitates litterariæ de Schelborn, t. 4 ;
- Histoire de l'origine et des premiers progrès de l'imprimerie, la Haye, in-4°. Il y a beaucoup de recherches et d'érudition dans cet ouvrage, mais peu d'ordre et de méthode : d'ailleurs, les progrès qu'a faits, l'histoire littéraire y ont laissé apercevoir un grand nombre d'erreurs ; elles ont été relevées en partie par l'abbé Mercier de Saint-Léger, dans son Supplément ;
- Dictionnaire historique, ou Mémoires critiques et littéraires concernant la vie et les ouvrages de divers personnages distingués, particulièrement dans la république des lettres, La Haye, 1758-1759, 2 tomes en 1 vol. in-folio[7]. Cet ouvrage fait suite aux Dictionnaires de Pierre Bayle et de Chaufepié. L'auteur le laissa en manuscrit ; mais il chargea Jean Nicolas Samuel Allamand, son ami et son exécuteur testamentaire, de le revoir et de le publier. Allamand, pour répondre à sa confiance, passa quatre années à mettre en ordre les notes de Marchand, écrites la plupart sur des chiffons de papier dans un ordre dispersé. On peut voir, dans, l'avertissement de l'éditeur, toutes les peines qu'il eut pour ranger ces notes et pour suppléer aux omissions de Marchand. Cet ouvrage contient beaucoup de faits intéressants et d'anecdotes curieuses ; mais, il y en a beaucoup aussi de minutieux ; le style en est faible et incorrect ; il y a des erreurs graves et de nombreuses fautes d'impression ; enfin, l'on peut reprocher à l'auteur l'emportement avec lequel il critique les abus de la religion romaine.

Il publie également un grand nombre d'ouvrages utiles qu'il a enrichis de préfaces, de lettres, de notes et de remarques instructives. On lui doit une édition, avec remarques, des Lettres choisies, de Pierre Bayle, Rotterdam, 1714, 3 vol. in-12, qui n'a point été surpassée par celle de Desmaiseaux ; et il a donné l'édition la plus belle et la plus estimée du Dictionnaire de ce fameux critique.
On lui doit encore les éditions des ouvrages suivants : le Cymbalum Mundi, de Bonaventure Des Périers, Amsterdam, 1711, in-12 ; elle est précédée d'une Lettre critique qui renferme l'histoire, l'analyse et l'apologie de cet ouvrage ; les Voyages de Jean Chardin, Amsterdam, 1735, 4 vol. in-4 ; - l'Histoire des révolutions de Hongrie, par l'abbé Domokos Antal Ignácz Brenner, la Haye, 1739, 2 vol. in-4°, ou 6 vol. in-12 ; les Œuvres de Brantôme (avec Leduchat), ibid., 1740, 15 vol. in-12 ; - les Œuvres de François Villon, ibid., 1742, in-8 ; - les Lettres du comte d'Estrades, Londres (la Haye), 1743, 9 vol. in-12 ; - les Mémoires du comte de Guiche, ibid., 1744, in-12 ; - Direction pour la conscience d'un roi, par Fénelon, ibid., 1747, in-8° et in-12 ; -la Nouvelle histoire de Fénelon, ibid., 1747, in-12. (Voyez l'article Salignac dans le Dictionnaire de Marchand.)

## Source
« Prosper Marchand », dans Louis-Gabriel Michaud, Biographie universelle ancienne et moderne : histoire par ordre alphabétique de la vie publique et privée de tous les hommes avec la collaboration de plus de 300 savants et littérateurs français ou étrangers, 2e édition, 1843-1865 [détail de l’édition]